# دوري أروبا لكرة القدم 2018-19
دوري أروبا لكرة القدم 2018-19 هو الموسم 58 من دوري أروبا لكرة القدم. فاز فيه SV Racing Club Aruba ‏.